# Булбочі
Булбочі (рум. Bulboci) — село в Молдові у Сороцькому районі. Адміністративний центр однойменної комуни, до складу якої також входить село Нові Булбочі. 